# Pythagoreion
För andra betydelser, se Pythagorio (olika betydelser).
Pythagoreion (grekiska: Πυθαγόρειο Σάμου) är en historisk befäst hamn på ön Samos, Grekland. Dess största inkomstkälla är charter- och yachtturismen. Det finns tre hamnar med en ny marina och ett färjeläge för trafik till andra öar, grekiska fastlandet och Turkiet. Här finns idag lämningar efter grekiska och romerska monument och den spektakulära Eupalinos tunnel. Pythagoreion blev tillsammans med Heraion på Samos ett av Unescos världsarv 1992.